# Колаусси, Джино
Луиджи Колаусиг (итал. Luigi Colàusig; 4 марта 1914, Градиска д'Изонцо — 27 июля 1991, Триест), более известный как Джино Колаусси (итал. Gino Colaussi) — итальянский футболист, крайний нападающий. Чемпион мира 1938 года. Его именем названа трибуна стадиона Нерио Рокко.

## Биография
Колаусси начал свою карьеру в клубе «Триестина», в которой он дебютировал в возрасте 16-ти лет в 1930 году, будучи ещё юным, Колаусси был вынужден приезжать на тренировки команды на велосипеде из своего родного города, потому что его крестьянская семья была очень бедной, а потому, к примеру, Колаусси играл в бутсах, подбитых обычными гвоздями. В «Триестине» Колаусси выступал на протяжении 10 сезонов, проведя за клуб 275 матчей, что является вторым результатом в истории клуба. 27 октября 1935 года Колаусси дебютировал в сборной Италии в матче с Чехословакией, а через 3 года поехал в составе сборной на чемпионат мира, где итальянцы одержали победу, а сам Колаусси стал одним из лучших игроков турнира, забив 2 гола в финале с венграми, а всего отличившись 4 раза в 4-х матчах. В 1940 году Колаусси перешёл в «Ювентус», но там он не показывал и доли того уровня игры, к которому он приучил поклонников своего таланта, один из репортёров даже назвал его «выжатым лимоном», через два сезона в составе «Юве», Колаусси перешёл в «Виченцу», где у футболиста случился конфликт с тренерским штабом команды, после которого он покинул клуб. Несколько лет в военные годы Колаусси был без клуба, лишь в 1945 году он вернулся в «Триестину», где провёл один сезон. А завершил карьеру Колаусси в клубе серии В «Падова».
Завершив карьеру игрока, Колаусси начал тренерскую работу, в 1949 году возглавив «Тернану», к тому времени уже «вылетевшую» в серию С, команда выступала чрезвычайно неудачно, и Колаусси принял решение помочь своему клубу на поле, но и это не спасло команду, которая заняв 20-е место переместилась в 4-й итальянский дивизион, а сам Колаусси был уволен со своего поста. Также Колаусси работал с клубами низших итальянских лиг «Кампобассо», «Таррос» и «Ольбия», без особенных успехов, будучи тренером «Тарроса», небогатого клуба, к тому же часто задерживавшего зарплату, Колаусси жил настолько бедно, что даже был вынужден заложить свою золотую медаль чемпиона мира, ломбардщик великодшно отдал ему деньги, оставив медаль чемпиону. После чего он эмигрировал в Ливию, прожил там некоторое время, а затем вернулся в Италию, где прожил остаток своей жизни в Триесте, практически в нищете.

## Достижения
- Чемпион мира: 1938